# Wał-Ruda
Wał-Ruda – polská vesnice ležící ve vojvodství malopolském, okrese Tarnów. Náleží k obci Radłów. V letech 1975-1998 spadala pod vojvodství tarnowské. Ve vesnici se narodila a zemřela blahoslavená Karolina Kózka.